# Pige med mobil
|  | Denne artikel er oprettet af botten PalnaBot ud fra en ekstern database. Den kan derfor have sproglige fejl eller mangler. Denne skabelon kan fjernes efter kontrol af indholdet. |

Pige med mobil er en film instrueret af Anja Kvistgaard.

## Handling
Filmen følger en pige på vej mod teenageårene. Hun er skilsmissebarn, lidt for ung til at være interesseret i drenge, men nysgerrig og fuld af energi.